# قلعه تمپی
قلعه تمپی مربوط به دوره قاجار است و در شهرستان کهگیلویه، روستای تمبی واقع شده و این اثر در تاریخ ۲۵ اسفند ۱۳۷۹ با شمارهٔ ثبت ۳۵۵۲ به‌عنوان یکی از آثار ملی ایران به ثبت رسیده است.